# Дом Красной Армии (Смоленск)
Дом Красной Армии — памятник архитектуры в Смоленске, объект культурного наследия регионального значения. Ныне существующее здание построено в 1928 году, в 1950-х годах реконструировано. В настоящее время представляет собой главный корпус Смоленской государственной сельскохозяйственной академии.

## История

### Предшественники
Здание находится в историческом центре Смоленска, по адресу ул. Большая Советская, 10/2 (на углу с улицей Козлова). В XV—XVI веках на этом месте располагалась городская ратуша. После пожара 1715 года на этом месте был построен одноэтажный дом, в котором помещались вначале губернская канцелярия, а затем — наместническое правление и казённая палата.
В 1786 году, когда в городе открылось народное училище, здание передали для его нужд. В 1795—1796 годах был надстроен второй этаж. Затем, в 1894 году, Смоленское главное народное училище было преобразовано в мужскую гимназию, которая занимала здание вплоть до 1861 года. После её переезда помещения некоторое время сдавались в аренду. С 1876 года в здании разместилась Мариинская женская гимназия. В 1870-х годах к каменному двухэтажному зданию были сделаны пристройки, а в 1907 году завершилось строительство нового здания гимназии, примыкавшего к старому. Мариинская гимназия занимала здание до 1918 года; затем, на протяжении недолгого времени, в нём располагались советские трудовые школы, но вскоре оно перешло к военному ведомству. В 1920-х годах оба здания Мариинской гимназии были объединены в одно.

### Дом Красной Армии

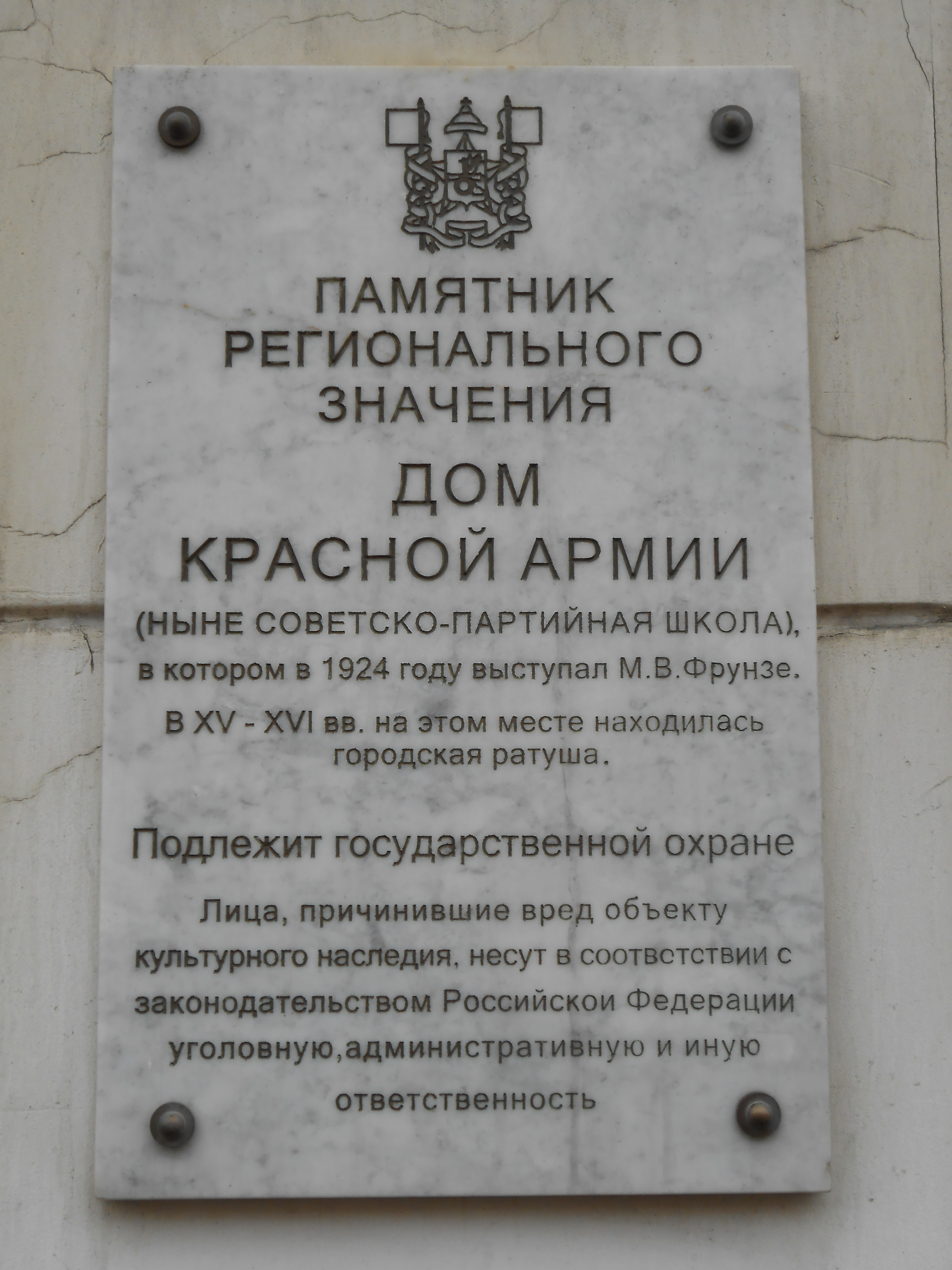
Мемориальная доска 1985 года

В период с 1923 по 1941 год здание неоднократно реконструировалось. Здесь размещались военные курсы, Высшая инструкторская школа, редакция газеты «Красноармейская правда» и пр. В 1924 году в Доме Красной Армии проходила 4-я партийная конференция Западного военного округа, на которой выступал М. В. Фрунзе, о чём свидетельствует установленная на здании мемориальная доска. В ходе масштабной реконструкции города, проводившейся в 1920-х годах, на месте старого здания XVIII века в 1928 (или, по другим источникам, 1929) году было возведено новое, монументальное, в стиле конструктивизма. Дом Красной Армии выполнял в том числе и культурные функции: здесь можно было посмотреть кино, записаться в тот или иной кружок; при ДКА работал оркестр, здесь выступали с гастролями музыкальные и театральные коллективы.
В годы Великой Отечественной войны здание сильно пострадало: от него остались только стены, межэтажные перекрытия были разрушены. Восстановлено оно было в 1950-х годах и реконструировано в духе «сталинского ампира». В 1952 году в нём открылся Смоленский зооветеринарный институт, а затем — партийно-советская школа.

### Учебный корпус
В середине 1970-х годов здание Дома Красной Армии было передано Смоленскому филиалу Московской сельскохозяйственной академии имени К. А. Тимирязева, созданному в 1974 году. В настоящее время в здании располагается главный корпус Смоленской государственной сельскохозяйственной академии. Здание имеет статус объекта культурного наследия регионального значения.